# Päijänne
Päijänne je nejdelší a druhé největší jezero ve Finsku. Rozprostírá se s početnými výběžky přes 400 km od Lahti a Heinoly na jihu až k Jyväskyle a Viitasaari na severu a východně po Severní Savo. Má rozlohu 1080,63 km², je 140 km dlouhé a 28 km široké. Délka pobřeží je přibližně 3700 km včetně ostrovů. Dosahuje maximální hloubky 93 m a leží v nadmořské výšce 78,3 m. Rozkládá se v kotlině starého ledovcového původu, břehy jsou převážně vysoké, pobřeží je silně členité.

## Ostrovy
Na jezeře se vyskytuje 1 886 ostrovů. Největší jsou Virmaila (obec Padasjoki) 35 km², Judinsalo (Luhanka) 25 km², Salonsaari (Asikkala) 17 km², Haukkasao (Kuhmoinen) 12 km², Onkisalo (Luhanka) 10 km², Muuratsalo (Muurame, Säynätsalo) 10 km², Vehkasalo (Sysmä) 9 km².

## Vodní režim
Největším přítokem jezera je řeka Jämsänjoki, která přitéká z jezera Petäjävesi a je dlouhá 60 km. Vodu z něj odvádí řeka Kymijoki, která je dlouhá 180 km a má největší povodí z finských řek (37 235 km²), do Finského zálivu. Dále jezero slouží jako zásobárna vody pro Helsinky, kterou dodává pomocí akvaduktu. Jezero zamrzá od prosince do dubna.

## Využití
Päijänne je velmi oblíbená výletní oblast. Nabízejí se zde projížďky parníkem, kromě toho je na břehu nespočet prázdninových chat, ve kterých Finové tráví volný čas chytáním ryb na udici, sbíráním jahod a borůvek, koupáním a grilováním. Je také důležitou oblastí pro rostliny a zvířata. Na břehu leží města Lahti a Jyväskylä.